# Onthophagus crantor
Onthophagus crantor är en skalbaggsart som beskrevs av Vladimir Balthasar 1967. Onthophagus crantor ingår i släktet Onthophagus och familjen bladhorningar. Inga underarter finns listade i Catalogue of Life.